# Památník oběšených na Terazijích

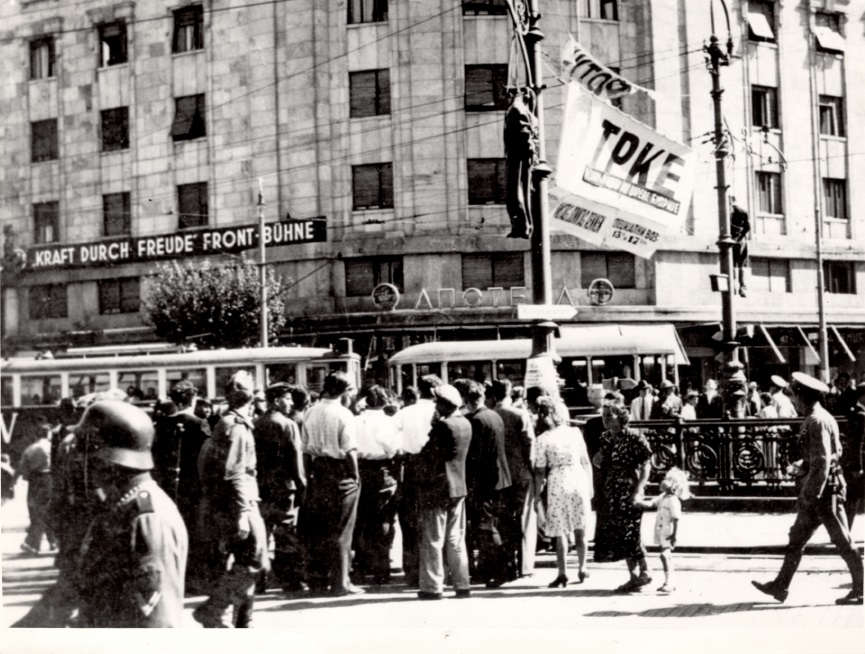
Fotky událostí dne 17. srpna 1941

Památník oběšených na Terazijích (srbsky Споменик обешеним на Теразијама/Spomenik obešenim na Terazijama) se nachází v centru Bělehradu, na třídě stejného názvu. Připomíná pět obětí hnutí odporu proti nacistické okupaci srbské metropole, které dne 17. dubna 1941, nedlouho po obsazení Jugoslávie nechali popravit příslušníci Gestapa. 
Památník vznikl podle návrhu sochaře Nikoly Jankoviće. Umístěn byl vedle Igumanova paláce. Má podobu čtyři metry vysokého černého obelisku s průměrem okolo 80 cm. Na jeho reliéfu je vyobrazeno samotné oběšení. Bronzová deska, která byla součástí památníku byla v minulosti ukradena a dodnes nebyla obnovena. 